# 法蒂玛圣母堂-苏马雷站
法蒂玛圣母堂-苏马雷站（葡萄牙語：Estação Santuário Nossa Senhora de Fátima-Sumaré）是 圣保罗地铁2号线的一座车站。